# Olympische Sommerspiele 2012/Segeln – 470er (Männer)
Der Segelwettbewerb im 470er bei den Olympischen Sommerspielen 2012 in London wurde vom 2. bis zum 10. August in der Weymouth and Portland National Sailing Academy ausgetragen. 54 Athleten (27 Crews) nahmen daran teil. 
Der Wettbewerb wurde in zehn Regatten (Fleet Race) durchgeführt. Die ersten neun Rennen wurden von allen Startern absolviert. Dabei wurden Punkte für die Platzziffer vergeben. In der Endabrechnung wurde die schlechteste Platzierung gestrichen. Die zehn Segler mit der niedrigsten Punktzahl waren für das Medaillenrennen qualifiziert. Die bisherigen Punkte wurden übernommen, die Platzierungspunkte für das Medaillenrennen jedoch verdoppelt.
Für Fehlstarts (OCS = on course side) sowie Rennabbruchs (DNF) erhielt der betreffende Segler 28 Punkte. Auch bei Disqualifikationen (DSQ) bekam der Starter 28 Punkte. Zudem konnte die Jury auch während des Rennens Strafpunkte (DPI = Discretionary Penalty Imposed) verteilen. 
Erstmals konnte ein Segler in der 470er-Klasse seinen Titel verteidigen. Malcolm Page aus Australien gewann 2008 in Peking mit seinem Partner Nathan Wilmot das Rennen. Für Großbritannien war es die dritte Silbermedaille in Folge in dieser Klasse. 

## Kurssetzung

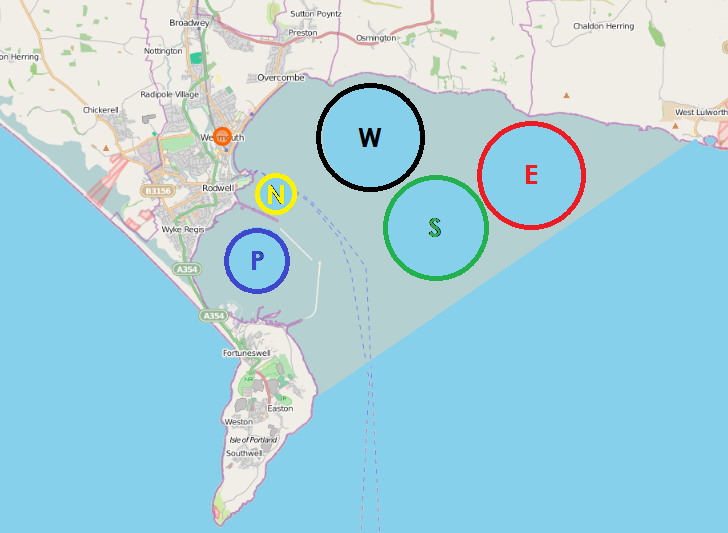
Lage der Kurse

Für die Regatten wurden die Kurse Portland, Nothe, West, und South genutzt.
Die Zeit für die Kurse betrug 60 Minuten für die Rennen. Hiervon ausgenommen war das Medaillenrennen, das einen zeit von 30 Minuten vorsah.

## Zeitplan
| ● | Rennen auf dem Kurs „Portland“ | ● | Rennen auf dem Kurs „Nothe“ | ● | Rennen auf dem Kurs „West“ | ● | Rennen auf dem Kurs „South“ | ● | Medaillenrennen auf dem Kurs „Nothe“ |

| Datum         | July   | July   | July   | July   | July   | July   | August | August | August | August | August | August | August | August | August | August | August | August | August |
| Datum         | 26 Do. | 27 Fr. | 28 Sa. | 29 So. | 30 Mo. | 31 Di. | 1 Mi.  | 2 Do.  | 2 Do.  | 3 Fr.  | 4 Sa.  | 5 So.  | 6 Mo.  | 7 Di.  | 8 Mi.  | 9 Do.  | 10 Fr. | 11 Sa. | 12 So. |
| ------------- | ------ | ------ | ------ | ------ | ------ | ------ | ------ | ------ | ------ | ------ | ------ | ------ | ------ | ------ | ------ | ------ | ------ | ------ | ------ |
| Anzahl Rennen |        |        |        |        |        |        |        | 1      | 1      | 2      | 2      |        | 2      | 2      |        | MR     |        |        |        |

## Ergebnisse
| - † = Streichergebnis - UFD = „U“ flag disqualification (Disqualifiziert (Start unter „U“-Flagge)) - BFD = „Black“ flag disqualification (Disqualifiziert (Start unter schwarzer Flagge)) - RDG = Redress given (Anerkannte Abhilfe) - DNF = Did not finish (Rennen nicht beendet) - DNC = Did not contested (Nicht in den Startbereich gekommen) - DPI = Discretionary Penalty Imposed (Ermessensstrafe verhängt) - DSQ = Disqualifikation - RET = Retired (Zurückgezogen nach Wettbewerbsbeginn) - OCS = On the course side of the starting line (Falsche Position bei Start) |

| Rang | Nation             | Athleten                                       | Regatta | Regatta | Regatta | Regatta | Regatta | Regatta | Regatta | Regatta | Regatta | Regatta | Regatta | Punkte | Punkte                |
| Rang | Nation             | Athleten                                       | 1       | 2       | 3       | 4       | 5       | 6       | 7       | 8       | 9       | 10      | MR      | Gesamt | Mit Streich- ergebnis |
| ---- | ------------------ | ---------------------------------------------- | ------- | ------- | ------- | ------- | ------- | ------- | ------- | ------- | ------- | ------- | ------- | ------ | --------------------- |
| 1    | Australien         | Mathew Belcher Malcolm Page                    | 3       | 9†      | 2       | 1       | 1       | 1       | 3       | 5       | 1       | 1       | 4       | 31,0   | 22,0                  |
| 2    | Großbritannien     | Luke Patience Stuart Bithell                   | 2       | 1       | 4       | 2       | 3       | 4       | 1       | 6†      | 3       | 2       | 8       | 36,0   | 30,0                  |
| 3    | Argentinien        | Lucas Calabrese Juan de la Fuente              | 5       | 24†     | 3       | 9       | 17      | 8       | 2       | 2       | 5       | 6       | 6       | 87,0   | 63,0                  |
| 4    | Italien            | Gabrio Zandonà Pietro Zucchetti                | 6       | 26†     | 1       | 8       | 6       | 13      | 8       | 4       | 11      | 3       | 12      | 98,0   | 72,0                  |
| 5    | Neuseeland         | Paul Snow-Hansen Jason Saunders                | DSQ 28† | 3       | 5       | 4       | 16      | 3       | 7       | 9       | 13      | 12      | 14      | 114,0  | 86,0                  |
| 6    | Kroatien           | Šime Fantela Igor Marenić                      | DSQ 28† | 13      | 9       | 10      | 8       | 5       | 15      | 1       | 2       | 22      | 2       | 115,0  | 87,0                  |
| 7    | Frankreich         | Pierre Leboucher Vincent Garos                 | 9       | 10      | 11      | 6       | 10      | 2       | 19†     | 11      | 4       | 11      | 16      | 109,0  | 90,0                  |
| 8    | Portugal           | Alvaro Marinho Miguel Nunes                    | 12      | 2       | 16      | 5       | 11      | 7       | 17      | 3       | 10      | OCS 28† | 10      | 121,0  | 93,0                  |
| 9    | Österreich         | Matthias Schmid Florian Reichstädter           | 1       | 4       | 7       | 19      | 4       | 16      | 24†     | 10      | 14      | 14      | 18      | 131,0  | 107,0                 |
| 10   | Schweden           | Anton Dahlberg Sebastian Östling               | 4       | 6       | 8       | 14      | 13      | 9       | 14      | 24†     | 22      | 13      | 20      | 147,0  | 123,0                 |
| 11   | Spanien            | Onán Barreiros Aarón Sarmiento                 | 7       | 8       | 12      | 27†     | 24      | 6       | 10      | 13      | 15      | 9       |         | 131,0  | 104,0                 |
| 12   | Niederlande        | Sven Coster Kalle Coster                       | 8       | 5       | 19      | 7       | 21      | 24†     | 9       | 22      | 6       | 8       |         | 129,0  | 105,0                 |
| 13   | Deutschland        | Ferdinand Gerz Patrick Follmann                | 13      | 17†     | 13      | 16      | 9       | 10      | 11      | 14      | 9       | 10      |         | 122,0  | 105,0                 |
| 14   | Vereinigte Staaten | Stuart McNay Graham Biehl                      | 15      | 22      | 10      | 3       | 23†     | 23      | 6       | 18      | 7       | 4       |         | 131,0  | 108,0                 |
| 15   | Israel             | Gideon Kliger Eran Sela                        | 17      | 11      | 17      | 11      | 2       | 14      | 5       | 12      | OCS 28† | 23      |         | 140,0  | 112,0                 |
| 16   | Schweiz            | Yannick Brauchli Romuald Hausser               | 11      | 16      | 18      | 22      | 14      | 12      | 12      | 7       | 23†     | 7       |         | 142,0  | 119,0                 |
| 17   | Russland           | Michail Scheremetjew Maxim Scheremetjew        | 21      | 18      | 14      | 13      | 5       | 20      | 4       | 25†     | 18      | 17      |         | 155,0  | 130,0                 |
| 18   | Japan              | Ryunosuke Harada Yugo Yoshida                  | 19      | 12      | 25†     | 12      | 7       | 11      | 21      | 17      | 17      | 15      |         | 156,0  | 131,0                 |
| 19   | Griechenland       | Panagiotis Kampouridis Efstathios Papadopoulos | 14      | 7       | 20      | 15      | 18      | DSQ 28† | 27      | 19      | 8       | 20      |         | 176,0  | 148,0                 |
| 20   | China              | Wang Weidong Deng Daokun                       | 20      | 15      | 6       | 26      | 27†     | 17      | 22      | 26      | 12      | 16      |         | 187,0  | 160,0                 |
| 21   | Finnland           | Joonas Lindgren Niklas Lindgren                | 22      | 19      | 22      | 17      | 12      | 15      | 26†     | 21      | 21      | 18      |         | 193,0  | 167,0                 |
| 22   | Südkorea           | Park Gun-woo Cho Sung-min                      | 23      | 14      | 15      | 24      | 20      | 25†     | 20      | 8       | 24      | 21      |         | 194,0  | 169,0                 |
| 23   | Irland             | Ger Owens Scott Flanigan                       | 16      | 25      | 24      | 25      | 15      | 22      | 25      | 27†     | 16      | 5       |         | 200,0  | 173,0                 |
| 24   | Türkei             | Deniz Çınar Ateş Çınar                         | 10      | 23      | 26†     | 18      | 22      | 21      | 23      | 16      | 19      | 26      |         | 204,0  | 178,0                 |
| 25   | Kanada             | Luke Ramsay Mike Leigh                         | 24      | 20      | 21      | 21      | 19      | 19      | 16      | 20      | 26†     | 19      |         | 205,0  | 179,0                 |
| 26   | Südafrika          | James Asenathi Roger Hudson                    | 18      | 27†     | 27      | 20      | 26      | 26      | 13      | 15      | 25      | 24      |         | 221,0  | 194,0                 |
| 27   | Chile              | Benjamín Grez Diego González                   | 25†     | 21      | 23      | 23      | 25      | 18      | 18      | 23      | 20      | 25      |         | 221,0  | 196,0                 |